# Ojos de Agua (kommun)
Ojos de Agua är en kommun i Honduras.   Den ligger i departementet Departamento de Comayagua, i den västra delen av landet, 90 km nordväst om huvudstaden Tegucigalpa. Antalet invånare är 8 417.